# Phùng Đường
Phùng Đường (chữ Hán: 冯唐, ? – ?) là quan viên nhà Hán trong lịch sử Trung Quốc.

## Cuộc đời
Ông nội của Đường là người nước Triệu, đời cha dời sang nước Đại. Sang đời Hán, nhà họ Phùng dời đến An Lăng . Đường nhờ hiếu thảo mà nổi danh, được làm Trung lang thự trưởng, phụng sự Hán Văn đế.  
Xe của Văn đế đi qua, hỏi Đường rằng: "Cụ sao được làm lang? Nhà cụ ở đâu?" Đường thành thật trình bày. Nghe Đường nhận là người Triệu, Đại, Văn đế cho biết khi còn là Đại vương, từng được Thượng thực giám Cao Khư vài lần kể về sự tích của tướng Triệu là Lý Tề trong trận Cự Lộc. Đường nói tài làm tướng của Lý Tề còn không bằng Liêm Pha, Lý Mục. Đế hỏi làm sao biết, Đường kể rằng ông nội từng được làm tướng soái nước Triệu, quen biết Lý Mục, cha từng được làm Thừa tướng nước Đại, quen biết Lý Tề. Đế hỏi về tài năng của Liêm Pha, Lý Mục, được Đường kể tường tận, vỗ đùi mà nói rằng: "Than ôi! Tôi chỉ là không có người như Liêm Pha, Lý Mục để dùng làm tướng, nếu vậy tôi còn phải lo về Hung Nô làm gì!" Đường nói: "Bệ hạ dẫu có Liêm Pha, Lý Mục, cũng chẳng thể dùng." Đế giận, đứng dậy về cung. Hồi lâu, đế triệu Đường, trách ông sao lại làm nhục mình giữa chốn đông người, Đường đáp: "Kẻ hèn không biết kiêng dè."  
Năm 167 TCN, đại quân Hung Nô xâm phạm Triều Na, Tiêu Quan, giết Bắc Địa đô úy Ngang (không rõ họ), cướp bóc rất nhiều.  Văn đế lo lắng, rốt cục hỏi Đường tại sao cho rằng mình không dùng được Liêm Pha, Lý Mục. Đường nhân đó kêu oan cho Vân Trung thú Ngụy Thượng có công đánh Hung Nô, khi dâng công thì thiếu 6 thủ cấp, chẳng những không được thưởng mà còn chịu lột tước và khổ dịch 1 năm. Văn đế bèn sai Đường cầm cờ tiết tha cho Ngụy Thượng, cho ông ta phục chức Vân Trung thú, còn lấy Đường làm Xa kỵ đô úy, coi Trung úy cùng lính đánh xe các quận.  
Năm 157 TCN, Hán Cảnh đế lên ngôi, lấy Đường làm thừa tướng của nước Sở, ông xin thôi. Năm 141 TCN, Hán Vũ đế lên ngôi, muốn cầu hiền tài, nên cất nhắc Đường. Đường đã ngoài 90 tuổi, không thể làm quan, nên đế lấy con ông là Phùng Toại làm lang.  
Phùng Toại tự Vương Tôn, được sử cũ đánh giá là bậc kỳ sĩ.  

## Hình tượng trong văn hóa
Đường được tiến cử khi đã quá già, đời sau thường lấy ông để hình dung hiền tài không gặp thời, cơ hội đến thì người đã già, chẳng thể làm gì được nữa.
- Tả Tư, Vịnh sử kỳ 1 có câu: "Phùng công khởi bất vĩ, bạch thủ bất kiến chiêu." (tạm dịch: Ngài Phùng không làm quan lớn, đầu bạc chẳng được ai mời.)
- Vương Bột, Đằng vương các tự có câu: "Phùng Đường dịch lão, Lý Quảng nan phong." (tạm dịch: Phùng Đường dễ già yếu, Lý Quảng khó phong hầu.)